# Nsawam

Nsawam är en ort i södra Ghana. Den är huvudort för distriktet Nsawam-Adoagyiri, och folkmängden uppgick till 36 687 invånare vid folkräkningen 2010. Nsawam ligger strax norr om Storaccra, och orten med omgivande distrikt har en betydande inflyttning av folk från denna region.